# Absouya
Pour le département et la commune rurale, voir Absouya (département).
Absouya est un village et le chef-lieu du département et la commune rurale d’Absouya, situé dans la province du Bassitenga et la région du Oubri au Burkina Faso.

## Démographie
Le village d'Absouya comprenait :
- 2 099 habitants en 2006[1].

## Géographie
Absouya se trouve à environ 65 km au nord-est du centre de Ouagadougou et à 30 km au nord-est de Ziniaré, le chef-lieu provincial. Le village se trouve sur le bord de la rivière Nakambé.

## Économie
Un projet de prolongement d'adduction d'eau depuis Ziga vers Absouya est à l'étude depuis 2006.

## Santé et éducation
Absouya accueille un centre de santé et de promotion sociale (CSPS) tandis que le centre médical avec antenne chirurgicale (CMA) de la province se trouve à Ziniaré.
Le village possède une école primaire publique ainsi qu'un collège d'enseignement général (CEG).